# Associazione Sportiva Cittadella 2017-2018
Questa voce raccoglie le informazioni riguardanti l'Associazione Sportiva Cittadella nelle competizioni ufficiali della stagione 2017-2018.

## Stagione
Confermato Venturato sulla panchina, la stagione 2017-18 inizia con le vittorie in Coppa Italia contro Albinoleffe e, soprattutto, Bologna (battuta 3-0 al Dall'Ara). La serie positiva continua anche in campionato, con la vittoria sull'Ascoli (3-2) nella prima giornata. Al termine del girone di andata la squadra granata ha raccolto 32 punti, nel girone di ritorno ne raccoglie 34 di punti, il totale di 66 punti regala il sesto posto e l'approdo ai Play-off. Nel turno preliminare parreggia (2-2) con il Bari e passa in semifinale, avendo il piazzamento migliore in campionato rispetto ai pugliesi. Nella doppia semifinale pareggia entrambi gli incontri con il Frosinone, che accede alla finale, essendosi piazzato terzo in campionato, alle spalle di Empoli e Parma, promosse dirette in Serie A. I ciociari vinceranno anche la doppia finale contro il Palermo. L'ivoriano Christian Kouamé con 13 reti è stato il miglior marcatore stagionale del Cittadella. Ottimo anche il percorso dei veneti nella Coppa Italia Tim Cup dove nel secondo turno, come già detto, elimina l'Albinoleffe (2-0), nel terzo turno elimina (0-3) il Bologna, nel quarto turno vince (0-2) anche a Ferrara contro la Spal, poi negli ottavi di finale viene strapazzata dalla Lazio, che si è imposta (4-1) all'Olimpico.

## Divise e sponsor
Il fornitore tecnico, per la stagione 2017-2018, è Boxeur Des Rues. Lo sponsor ufficiale è Ocsa mentre i co-sponsor sono Siderurgica Gabrielli (sotto il main sponsor), Metalservice (nel retro sotto la numerazione) e VN Veneta Nastri (pantaloncino).
| Casa | Trasferta | Terza divisa |

## Rosa
| N. |                           | Ruolo | Calciatore             |
| -- | ------------------------- | ----- | ---------------------- |
| 1  | Italia (bandiera)         | P     | Enrico Alfonso         |
| 2  | Italia (bandiera)         | D     | Alessandro Salvi       |
| 3  | Italia (bandiera)         | D     | Amedeo Benedetti       |
| 4  | Italia (bandiera)         | C     | Manuel Iori (capitano) |
| 5  | Italia (bandiera)         | C     | Filippo Lora           |
| 6  | Italia (bandiera)         | D     | Filippo Scaglia        |
| 7  | Italia (bandiera)         | C     | Andrea Schenetti       |
| 8  | Italia (bandiera)         | A     | Antimo Iunco           |
| 9  | Italia (bandiera)         | A     | Gianluca Litteri       |
| 10 | Brasile (bandiera)        | A     | Lucas Chiaretti        |
| 11 | Costa d'Avorio (bandiera) | A     | Christian Kouamé       |
| 12 | Italia (bandiera)         | P     | Alberto Paleari        |
| 13 | Italia (bandiera)         | D     | Marco Varnier          |
| 14 | Italia (bandiera)         | D     | Enrico Pezzi           |
| 15 | Italia (bandiera)         | C     | Giacomo Caccin         |
| 16 | Italia (bandiera)         | C     | Paolo Bartolomei       |

| N. |                   | Ruolo | Calciatore          |
| -- | ----------------- | ----- | ------------------- |
| 17 | Italia (bandiera) | A     | Luca Strizzolo      |
| 18 | Italia (bandiera) | A     | Andrea Arrighini    |
| 19 | Italia (bandiera) | D     | Carlo Pelagatti     |
| 20 | Italia (bandiera) | C     | Simone Pasa         |
| 21 | Italia (bandiera) | C     | Nicholas Siega      |
| 22 | Italia (bandiera) | P     | Alberto Corasaniti  |
| 23 | Italia (bandiera) | D     | Pietro Maronilli    |
| 23 | Italia (bandiera) | D     | Matteo Liviero      |
| 24 | Italia (bandiera) | D     | Davide Adorni       |
| 25 | Italia (bandiera) | C     | Luca Maniero        |
| 26 | Italia (bandiera) | A     | Giulio Fasolo       |
| 27 | Italia (bandiera) | C     | Andrea Settembrini  |
| 28 | Italia (bandiera) | D     | Agostino Camigliano |
| 29 | Italia (bandiera) | A     | Luca Vido           |
| 30 | Italia (bandiera) | A     | Giulio Bizzotto     |

## Calciomercato

### Sessione estiva(dal 01/07 al 31/08)
| Acquisti | Acquisti               | Acquisti     | Acquisti                |
| R.       | Nome                   | da           | Modalità                |
| -------- | ---------------------- | ------------ | ----------------------- |
| P        | Nicola Mattiuzzi       | Union Feltre | fine prestito           |
| D        | Davide Adorni          | Cesena       | definitivo              |
| D        | Amedeo Benedetti       | Chievo       | definitivo              |
| D        | Agostino Camigliano    | Udinese      | definitivo              |
| D        | Enrico Pezzi           | -            | svincolato              |
| C        | Massimiliano Busellato | Salernitana  | fine prestito           |
| C        | Andrea Settembrini     | Feralpisalò  | svincolato              |
| C        | Nicholas Siega         | Vicenza      | definitivo              |
| A        | Andrea Arrighini       | Avellino     | definitivo (0,08 mln €) |
| A        | Giulio Bizzotto        | Renate       | fine prestito           |
| A        | Christian Kouamé       | Prato        | definitivo              |

| Cessioni | Cessioni               | Cessioni    | Cessioni                 |
| R.       | Nome                   | a           | Modalità                 |
| -------- | ---------------------- | ----------- | ------------------------ |
| P        | Nicola Mattiuzzi       | -           | svincolato               |
| D        | Marco Martin           | Feralpisalò | svincolato               |
| D        | Manuel Pascali         | Cosenza     | svincolato               |
| D        | Ivan Pedrelli          | Livorno     | svincolato               |
| C        | Massimiliano Busellato | Salernitana | definitivo (0,120 mln €) |
| C        | Andrea Paolucci        | Ternana     | svincolato               |
| C        | Luca Valzania          | Atalanta    | fine prestito            |
| A        | Luca Vido              | Milan       | fine prestito            |

## Risultati

### Serie B

#### Girone di andata
| Arbitro: | Pezzuto (Lecce) |

|                                    |           |                         |
| Schenetti 22’ Kouamé 36’ Siega 44’ | Marcatori | 10’ Santini 78’ Rosseti |

| Arbitro: | Di Martino (Teramo) |

|                             |           |             |
| D. Ciofani 21’ Crivello 25’ | Marcatori | 38’ Litteri |

| Arbitro: | Serra (Torino) |

|           |           |           |
| Salvi 72’ | Marcatori | 31’ Cerri |

| Arbitro: | Nasca (Bari) |

|                  |           |  |
| Di Mariano 90+4’ | Marcatori |  |

| Arbitro: | Pillitteri (Palermo) |

|                                          |           |  |
| Kouamé 8’, 44’ Salvi 25’ Iori 78’ (rig.) | Marcatori |  |

| Arbitro: | Rapuano (Rimini) |

|  |           |            |
|  | Marcatori | 8’ Litteri |

| Arbitro: | Martinelli (Roma) |

|  |           |                      |
|  | Marcatori | 45+1’ (rig.) Troiano |

| Arbitro: | Ghersini (Genova) |

|                   |           |                     |
| Benali 37’ (rig.) | Marcatori | 2’ Adorni 18’ Siega |

| Arbitro: | Minelli (Varese) |

|               |           |                          |
| Arrighini 81’ | Marcatori | 48’ Claiton 90+6’ Cavion |

| Arbitro: | Marini (Roma) |

|                                       |           |                   |
| Basha 20’, 77’ Improta 48’ Galano 67’ | Marcatori | 2’ Salvi 83’ Pasa |

| Arbitro: | Sacchi (Macerata) |

|                           |           |            |
| Strizzolo 35’ Litteri 65’ | Marcatori | 42’ Štulac |

| La Spezia 28 ottobre 2017, ore 15:00 CEST 12ª giornata | Spezia               | 0 – 0 referto | Cittadella | Alberto Picco (5 365 spett.)\| Arbitro: \| Pillitteri (Palermo) \| |
| Arbitro:                                               | Pillitteri (Palermo) |               |            |                                                                    |

| Arbitro: | Balice (Termoli) |

|               |           |              |
| Arrighini 43’ | Marcatori | 70’ Carretta |

| Arbitro: | Serra (Torino) |

|                 |           |                 |
| Iori 73’ (rig.) | Marcatori | 41’, 84’ Calaiò |

| Arbitro: | Ghersini (Genova) |

|  |           |                                    |
|  | Marcatori | 43’ Kouamé 64’ Strizzolo 82’ Salvi |

| Arbitro: | Saia (Palermo) |

|                         |           |            |
| Varnier 23’ Litteri 82’ | Marcatori | 32’ Pucino |

| Arbitro: | Minelli (Varese) |

|                    |           |                                      |
| Agnelli 38’ (rig.) | Marcatori | 29’ Schenetti 39’ Litteri 61’ Kouamé |

| Arbitro: | Giua (Olbia) |

|                              |           |                     |
| Chiaretti 7’ Iori 77’ (rig.) | Marcatori | 38’, 90+3’ Laverone |

| Arbitro: | Ros (Pordenone) |

|                 |           |          |
| Torregrossa 21’ | Marcatori | 56’ Iori |

| Arbitro: | Pillitteri (Palermo) |

|  |           |           |
|  | Marcatori | 13’ Verna |

| Arbitro: | Di Paolo (Avezzano) |

|              |           |                       |
| Polidori 85’ | Marcatori | 2’ Chiaretti 55’ Iori |

#### Girone di ritorno
| Arbitro: | Aureliano (Bologna) |

|                |           |                          |
| Monachello 41’ | Marcatori | 63’ (rig.) Iori 86’ Vido |

| Arbitro: | Rapuano (Rimini) |

|             |           |                         |
| Varnier 80’ | Marcatori | 4’ Ciano 60’ D. Ciofani |

| Arbitro: | Marini (Roma) |

|           |           |                                        |
| Cerri 43’ | Marcatori | 20’ Kouamé 56’ Schenetti 83’ Strizzolo |

| Arbitro: | Piccinini (Forlì) |

|               |           |                        |
| Strizzolo 43’ | Marcatori | 11’, 55’, 90+5’ Pușcaș |

| Arbitro: | Ros (Pordenone) |

|  |           |            |
|  | Marcatori | 29’ Kouamé |

| Arbitro: | Abbattista (Molfetta) |

|            |           |                |
| Kouamé 37’ | Marcatori | 90+4’ Bennacer |

| Arbitro: | Minelli (Varese) |

|  |           |               |
|  | Marcatori | 42’ Arrighini |

| Arbitro: | Giua (Olbia) |

|                            |           |  |
| Iori 20’ (rig.) Kouamé 64’ | Marcatori |  |

| Arbitro: | Sacchi (Macerata) |

|                     |           |          |
| J. Gómez 35’ (rig.) | Marcatori | 52’ Iori |

| Cittadella 17 marzo 2018, ore 15:00 CET 31ª giornata | Cittadella      | 0 – 0 referto | Bari | Stadio Piercesare Tombolato (3 828 spett.)\| Arbitro: \| La Penna (Roma) \| |
| Arbitro:                                             | La Penna (Roma) |               |      |                                                                             |

| Arbitro: | Pezzuto (Lecce) |

|                       |           |               |
| Litteri 29’ Geijo 73’ | Marcatori | 63’ Arrighini |

| Arbitro: | Marini (Roma) |

|               |           |                    |
| Arrighini 44’ | Marcatori | 40’, 62’ Gilardino |

| Arbitro: | Baroni (Firenze) |

|                                                            |           |                 |
| A. Montalto 18’ Signori 24’ Tremolada 53’ (rig.), 60’, 66’ | Marcatori | 15’ (rig.) Iori |

| Parma 13 aprile 2018, ore 21:00 CEST 35ª giornata | Parma               | 0 – 0 referto | Cittadella | Stadio Ennio Tardini (11 782 spett.)\| Arbitro: \| Aureliano (Bologna) \| |
| Arbitro:                                          | Aureliano (Bologna) |               |            |                                                                           |

| Cittadella 17 aprile 2018, ore 20:30 CEST 36ª giornata | Cittadella   | 0 – 0 referto | Palermo | Stadio Piercesare Tombolato (3 984 spett.)\| Arbitro: \| Nasca (Bari) \| |
| Arbitro:                                               | Nasca (Bari) |               |         |                                                                          |

| Arbitro: | Guccini (Albano Laziale) |

|             |           |                              |
| Schiavi 52’ | Marcatori | 18’, 80’ Schenetti 38’ Salvi |

| Arbitro: | Martinelli (Roma) |

|                                   |           |          |
| Kouame 47’ Schenetti 64’ Vido 76’ | Marcatori | 62’ Deli |

| Arbitro: | Marini (Roma) |

|  |           |                              |
|  | Marcatori | 52’ Bartolomei 85’ Chiaretti |

| Arbitro: | Illuzzi (Molfetta) |

|                              |           |                       |
| Schenetti 38’ Bartolomei 75’ | Marcatori | 40’ Špalek 78’ Tonali |

| Arbitro: | Piscopo (Imperia) |

|                |           |               |
| Melchiorri 42’ | Marcatori | 21’ Schenetti |

| Arbitro: | Balice (Termoli) |

|                                  |           |  |
| Kouamè 72’ (rig.) Bartolomei 78’ | Marcatori |  |

### Play-off
| Arbitro: | Ghersini (Genova) |

|                     |           |                     |
| Bartolomei 59’, 69’ | Marcatori | 51’ Galano 87’ Nenê |

| Arbitro: | Piccinini (Forlì) |

|               |           |              |
| Chiaretti 43’ | Marcatori | 17’ Paganini |

| Arbitro: | Nasca (Bari) |

|          |           |            |
| Gori 47’ | Marcatori | 75’ Kouamé |